# Lotlhakane West
Lotlhakane West is een dorp in het district Southern in Botswana. De plaats telt 1637 inwoners (2011).